# Млынок (Житковичский район)
Млынок (бел. Млынок) — деревня в Рудненском сельсовете Житковичского района Гомельской области Республики Беларусь.
На севере граничит с лесом.

## География

### Расположение
В 10 км на юг от районного центра и железнодорожной станции Житковичи (на линии Лунинец — Калинковичи), 237 км от Гомеля.

## Транспортная сеть
Рядом автодорога Черничи — Житковичи. Планировка состоит из прямолинейной улицы, ориентированной с юго-запада на северо-восток, к которой с запада присоединяется короткая улица с переулком. Застройка двусторонняя, неплотная, деревянная, усадебного типа.

## История
Согласно письменным источникам известна с XIX века как деревня в Житковичской волости Мозырского уезда Минской губернии. В 1879 году упоминается в числе селений Житковичского церковного прихода. С 1896 года действовала мельница. В 1930 году организован колхоз, работала водяная мельница. Во время Великой Отечественной войны действовала подпольная организация. Освобождена 5 июля 1944 года. 29 жителей погибли на фронтах. Согласно переписи 1959 года в составе совхоза «Алексеевский» (центр — деревня Кольно). Действовала начальная школа.

## Население

### Численность
- 2004 год — 64 хозяйства, 106 жителей.

### Динамика
- 1897 год — 16 дворов, 137 жителей (согласно переписи).
- 1908 год — 34 двора, 184 жителя.
- 1917 год — 226 жителей.
- 1921 год — 41 двор, 239 жителей.
- 1925 год — 47 дворов.
- 1959 год — 328 жителей (согласно переписи).
- 2004 год — 64 хозяйства, 106 жителей.